# Manfred Groove
Manfred Groove ist eine deutschsprachige Hip-Hop-Band aus Berlin und Freiburg.

## Geschichte
Manfred Groove wurde Anfang 2013 von den beiden Mitgliedern YellowCookies (Produzent) und Milf Anderson (Rap) gegründet. Die beiden Musiker lernten sich im Tonstudio von YellowCookies kennen und beschlossen, fortan wieder zu ihren musikalischen Wurzeln, dem Hip-Hop, zurückzukehren. Die erste EP Das Mannifest erschien bereits Mitte 2013 noch im Eigenvertrieb und bescherte der Band Airplay und Interviews in zahlreichen Radios (Fritz, Dasding, MDR Sputnik).
Anfang 2014 unterschrieb Manfred Groove einen Plattenvertrag beim Independent-Label Rummelplatzmusik für das kommende Album Von Nichts. Von Nichts ist ein 46 Minuten langer, 1000-zeiliger Rapmonolog ohne Refrain. Am 12. Mai 2014 veröffentlichte Manfred Groove als erste deutsche Band einen 1000-Bars-Song auf Soundcloud. Das CD-Release folgte am 13. Juni 2014 und wurde nicht nur von Hip-Hop-Medien, sondern auch generell von der Musikpresse viel besprochen und wohlwollend aufgenommen. Nach zahlreichen Konzerten in ganz Deutschland ist das zweite Album Ton Scheine Sterben am 30. Oktober 2015 erschienen.
2017 erschien das Album „Blumen aus Wachs“ und 2021 das vierte Album der Band namens Hinter der Tapete. Hinter der Tapete erschien erstmal in einer Special Edition auch auf Vinyl und wurde von der Musikpresse sehr wohlwollend besprochen.
2022 taten sich Manfred Groove mit der bereits seit längerer Zeit befreundeten Band Bottom Lip zusammen um ein Split-Album namens Hausschlüssel an Schnürsenkeln / Housekeys on Shoestrings zu veröffentlichen, das am 13. August 2022 erschien.
Seit 2017 sind Manfred Groove auch für das Satire-Kollektiv Luksan Wunder tätig und produzieren zahlreiche Viralformate - u. a. deutschsprachige Literal Videos, die sehr viele Klicks sammeln konnten.
Zusammen mit Luksan Wunder, Bottom Lip und Jan Faati haben Manfred Groove 2017 in 24 Stunden ein komplettes Trap-Album geschrieben, komponiert, produziert, eingetappt, gemixt und gemastert - Dieser Prozess wurde von einem Livestream begleitet und das Album „24/7“ von Quemlem Swyne erschien 2017.
Manfred sind ebenfalls am Satire-Podcast WTFM 100,Null beteiligt.

## Stil
Manfred Groove bedienen sich musikalisch vornehmlich der Stilmittel des sample- und loopbasierten Oldschool-Hip-Hop, lassen aber punktuell auch deutlich andere Stilmittel, wie synthetische Bässe, Live-Instrumente oder elektronische Elemente in ihre Musik einfließen.
Die Texte zeichnen sich durch eine ständige Brechung und einen hohen Grad an Selbstreflexivität aus und behandeln häufig abstrakte Themen, die im Hip-Hop-Kontext eher selten bearbeitet werden. Das Nebeneinander von geistesgeschichtlichen und philosophischen Anspielungen und teilweise derben Ausdrücken und Witzen, gepaart mit einem Hang zu Abschweifung und Aphorismus, bilden die typische Sprache des Rappers Milf Anderson.

## Diskografie
- 2013: Das Mannifest (EP, Eigenveröffentlichung)
- 2014: Von Nichts (Album, Rummelplatzmusik)
- 2015: Ton Scheine Sterben (Album, Rummelplatzmusik)
- 2017: Blumen aus Wachs (Album, Rummelplatzmusik)
- 2021: Hinter der Tapete (Album, Rummelplatzmusik)
- 2022: Hausschlüssel an Schnürsenkeln (Split-Album, Rummelplatzmusik)